# Orkan Xynthia
Xynthia – orkan, który nawiedził Europę w dniach 26 lutego – 1 marca 2010. W wyniku gwałtownych wiatrów zginęło co najmniej 65 osób.
We Francji zginęło co najmniej 53 osób, a premier François Fillon nazwał skutki orkanu mianem "katastrofy narodowej". Większość ofiar utonęło we wzbierających rzekach oraz na brzegu wzburzonego Atlantyku. Około miliona gospodarstw w zachodniej Francji zostało pozbawionych energii elektrycznej.

## Ofiary
| Kraj       | Ofiary śmiertelne | Zaginieni | Ranni |
| ---------- | ----------------- | --------- | ----- |
| Francja    | 53                | 1         | +100  |
| Niemcy     | 7                 | –         | 10    |
| Hiszpania  | 3                 | –         | –     |
| Portugalia | 1                 | –         | 9     |
| Belgia     | 1                 | –         | –     |
| Luksemburg | –                 | –         | 4     |
| Razem      | 65                | 1         | +123  |